# Deutsche Zeitung in Norwegen
Deutsche Zeitung in Norwegen (с нем. — «Немецкая газета в Норвегии») — ежедневная газета, издававшаяся в Осло во время Второй мировой войны. Издавалась дочерней компанией центрального издательства НСДАП Franz-Eher-Verlag, — Europa-Verlag, — и имела тираж около 40 000 экземпляров. Газета послужила образцом для амстердамской Deutsche Zeitung in den Niederlanden.
Заметным отличием Deutsche Zeitung in Norwegen от Deutsche Zeitung in den Niederlanden была их разная читательская аудитория: первую читали преимущественно немецкие солдаты в Норвегии, а вторую — в основном гражданские лица. Конкурирующей газетой в Норвегии была Wacht im Norden, которая бесплатно распространялась среди солдат. В конце 1940 года было решено основать филиал газеты в Тромсё. Из-за отсутствия компетентных редакторов из Германии газета в Тромсё появилась только после февраля 1941 года. После перемирия Финляндии с Советским Союзом в сентябре 1944 года она была объединена с Lappland-Kurier.
По словам издателя Макса Амана, редакторы Deutsche Zeitung in Norwegen пользовались большей редакционной свободой, чем редакторы газет в нацистской Германии. Однако Орон Хейл пишет, что при ближайшем рассмотрении различия между норвежской газетой и немецкой были незначительными. До июня 1940 года Deutsche Zeitung in Norwegen подвергалась военной цензуре со стороны немецкого отдела пропаганды в Норвегии. Газета и её ответвления были закрыты после прекращения огня в Европе 8 мая 1945 года.